# Stelviopasset
Stelviopasset, på italienska Passo dello Stelvio, på tyska Stilfser Joch eller Stilfserjoch, är ett pass i de Rätiska alperna. Det är beläget på gränsen mellan de italienska regionerna Lombardiet och Trentino-Sydtyrolen, några hundra meter söder om gränsen till Schweiz och cirka tio kilometer sydväst om Stelvio/Stilfs. Passet ligger på "riksvägen" SS 38, vilken förbinder Bormio med Bolzano – genom dalarna Valtellina och Val di Braulio väster om passet, samt Trafoital (it Val di Trafoi) och Vinschgau (it Val Venosta) öster om passet,.

## Läge och historia
Passet är med sina 2 758 m ö.h. det högsta passet i Italien och det näst högsta passet med vägbeläggning i Alperna, efter det tolv meter högre franska Col de l'Iseran (2 770 m ö.h.). Det ligger just söder om Piz da las Trais Linguas ("trespråkstoppen"), så kallad för att den ligger där gränsen mellan det lombardiskspråkiga Lombardiet och det huvudsakligen tyskspråkiga Sydtyrolen (vilket före första världskriget tillhörde Österrike-Ungern), möter gränsen till Graubünden. Denna schweiziska kanton har tre officiella språk, och av dem var rätoromanska dominerande fram till mitten av 1800-talet. I Val Müstair, den kommun som Piz da las Trais Linguas ligger på gränsen till, hade tre fjärdedelar fortfarande rätoromanska som modersmål år 2000.
Kring passets krön ligger några turist-/skidhotell och ett kapell (Chiesetta di Madonna della Neve uppfört 1937). Det första hotellet, Hotel Ferdinandshöhe (senare kallat Hotel Stilfserjoch), byggdes 1897. Från passet går även en kabinbana söderut (i två etapper), upp till ett skidområde med ytterligare ett par hotell och några skidliftar.
Vägen upp över passet anlades från 1820 till 1825. Detta var efter att Österrike tilldelats Lombardiet (tillsammans med Republiken Venedig) som kronland vid Wienkongressen 1814. När Kungariket Italien utropades 1861 anslöt sig Kungariket Lombardiet-Venetien till detta 1866.
Drygt en kilometer (fågelvägen – tre kilometer längs vägen) nordväst om passet, på SS38 mot Bormio, går en väg norrut. Den korsar gränsen till Schweiz vid Umbrailpasset (2 501 m.ö.h. – det högsta vägpasset i Schweiz), sydost om toppen Piz Umbrail, till Santa Maria Val Müstair.
Från öster (nordost) har vägen 48 hårnålskurvor (24,1 km lång, 1832 höjdmeter, 7,6 % i genomsnittlig stigning och som mest 13,7 % på 100 m). Från väster (sydväst) är antalet hårnålar 40 (20,8 km lång, 1532 höjdmeter, 7,4 % i genomsnitt och som mest 12 % på 100 m). Stelviopasset har vid flera tillfällen passerats i cykelloppet Giro d'Italia och då varit Cima Coppi (loppets högsta punkt – den som är först över krönet vinner ett speciellt pris som instiftades 1965 – förutom att det ger extra poäng i bergspristävlingen). När loppet går i maj är vägen genom passet vanligen omgiven av höga snödrivor (om den alls är framkomlig; passet hålls i normalfall stängt från tidigt i november till mitten av maj).

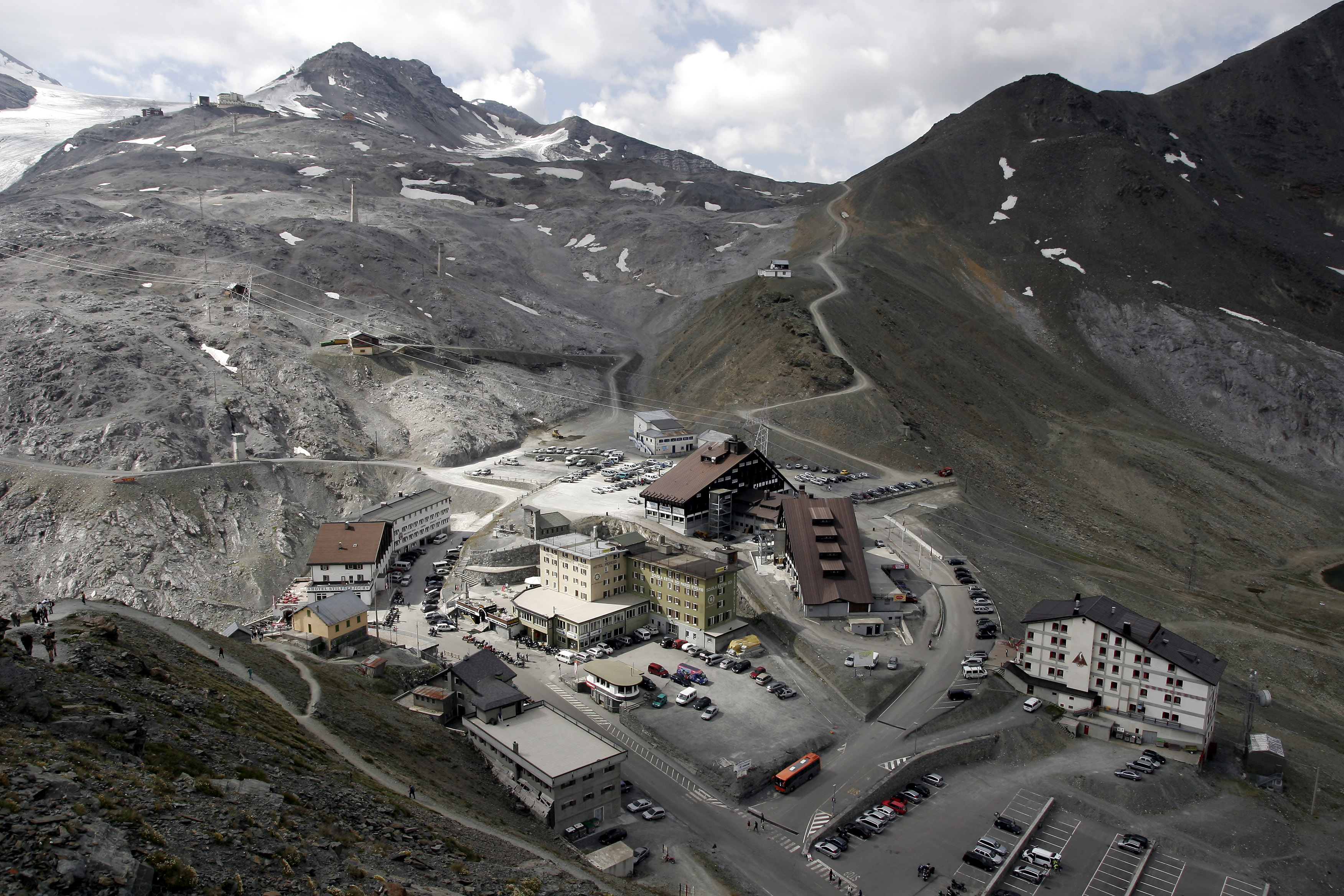
Vy över passet från Piz da las Trais Linguas. Bortom bebyggelsen vid själva passet ses pelarna till kabinbanan som leder upp till skidhotellen på över 3 000 meters höjd.
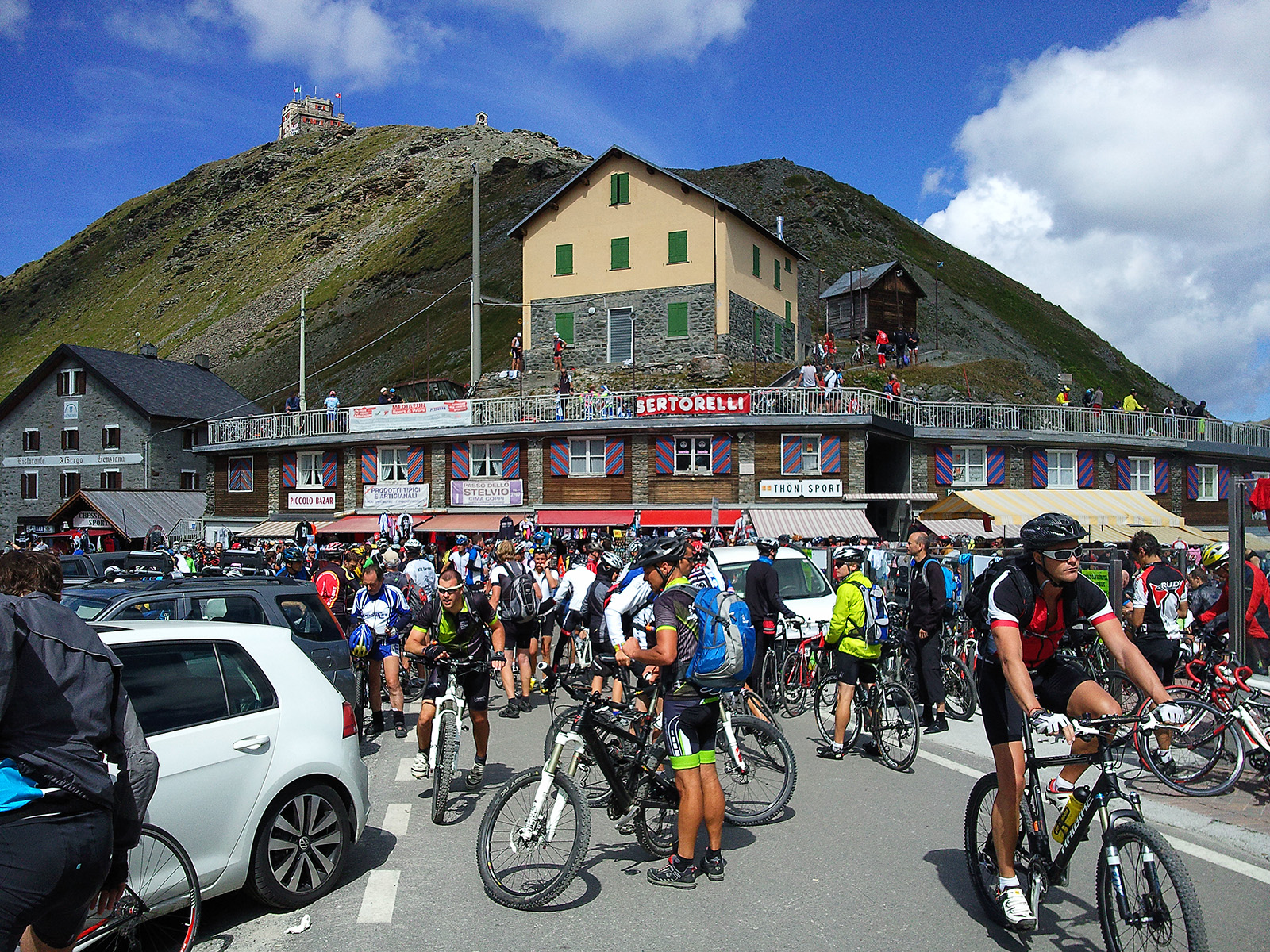
Stilfser Joch Bike Day 2013. I bakgrunden Rifugio Garibaldi på Piz da las Trais Linguas.
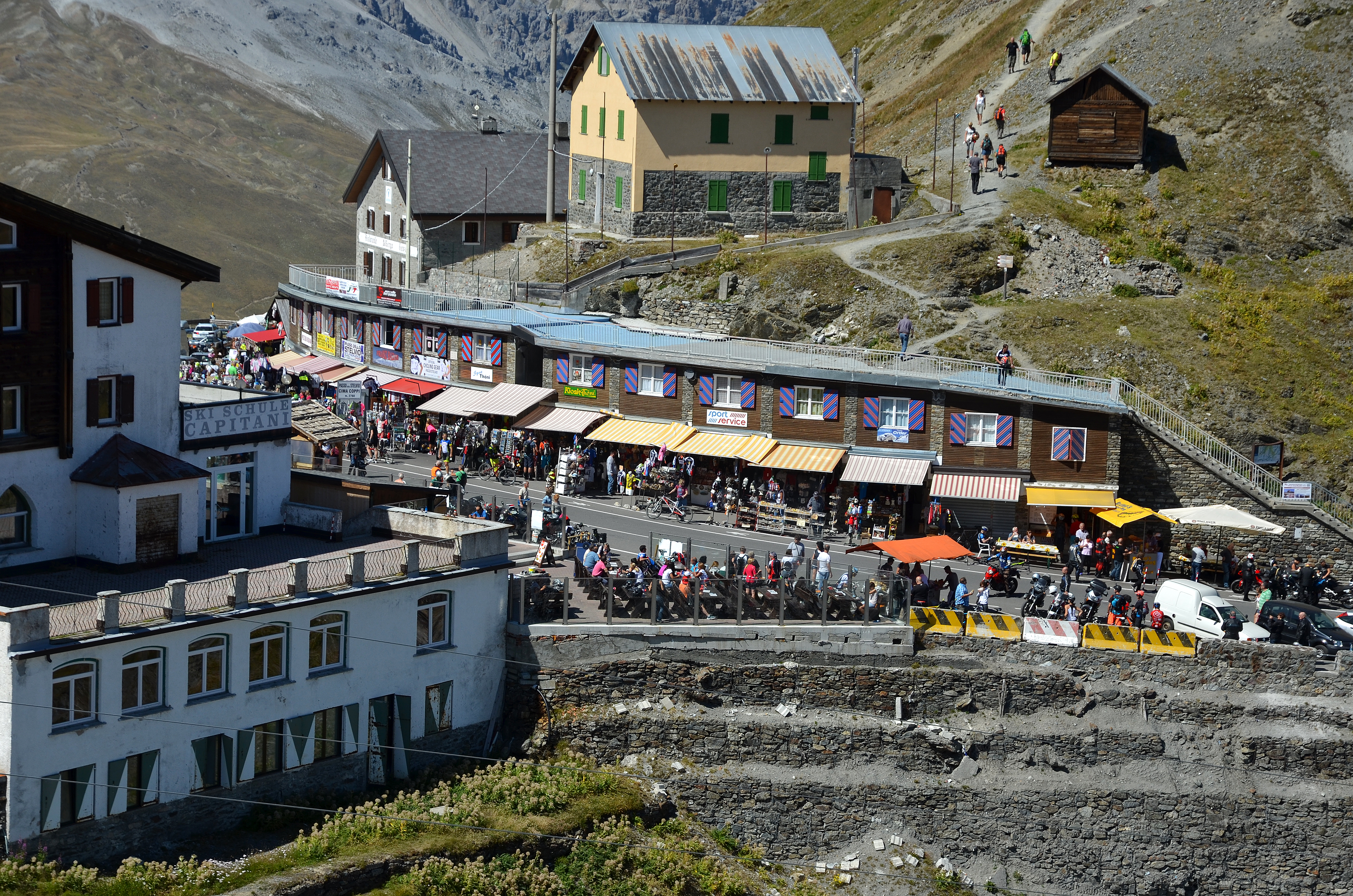
Turister i passet. (På skylten står 2760 m)
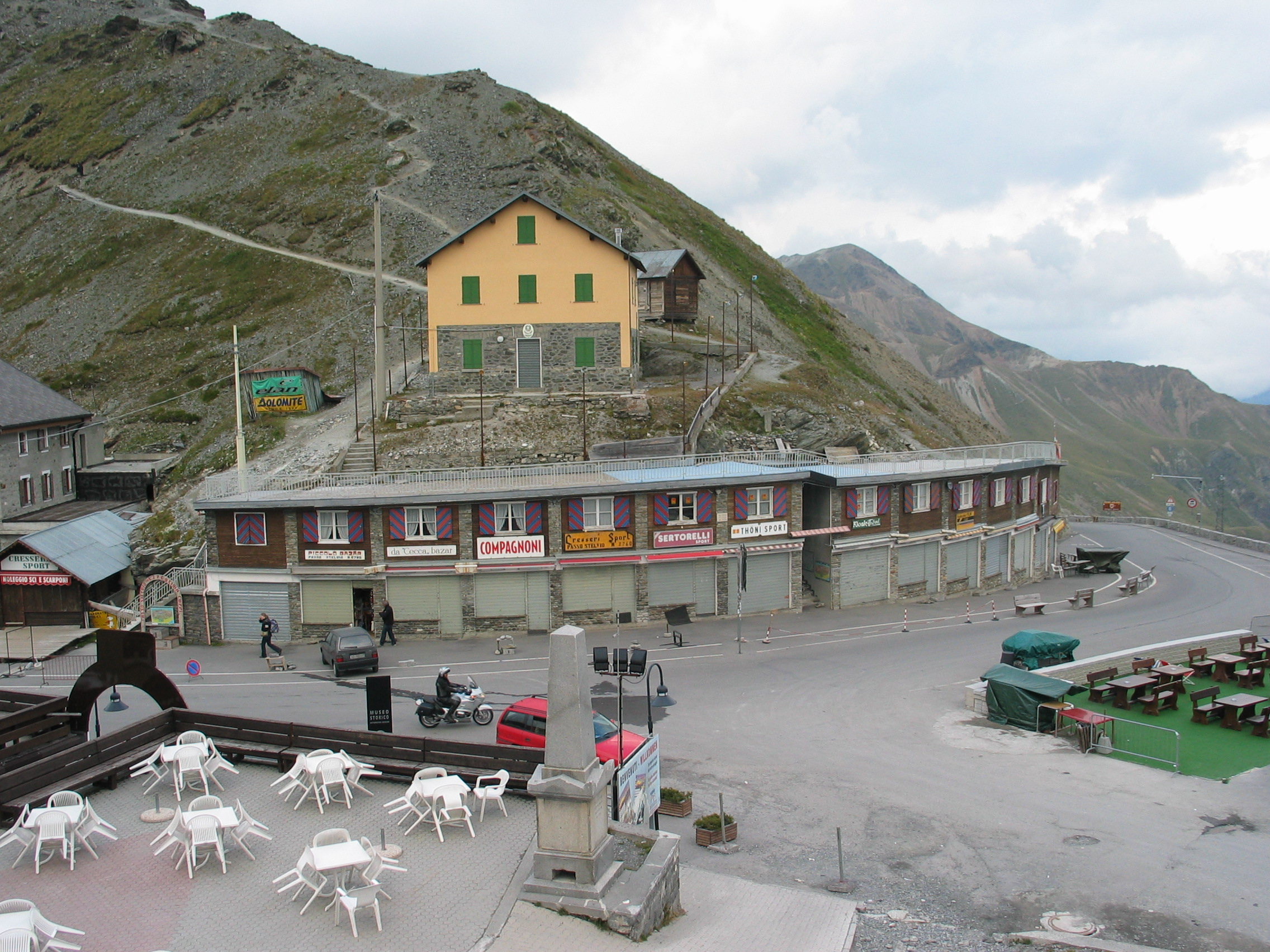
Några timmar senare har turisterna åkt.
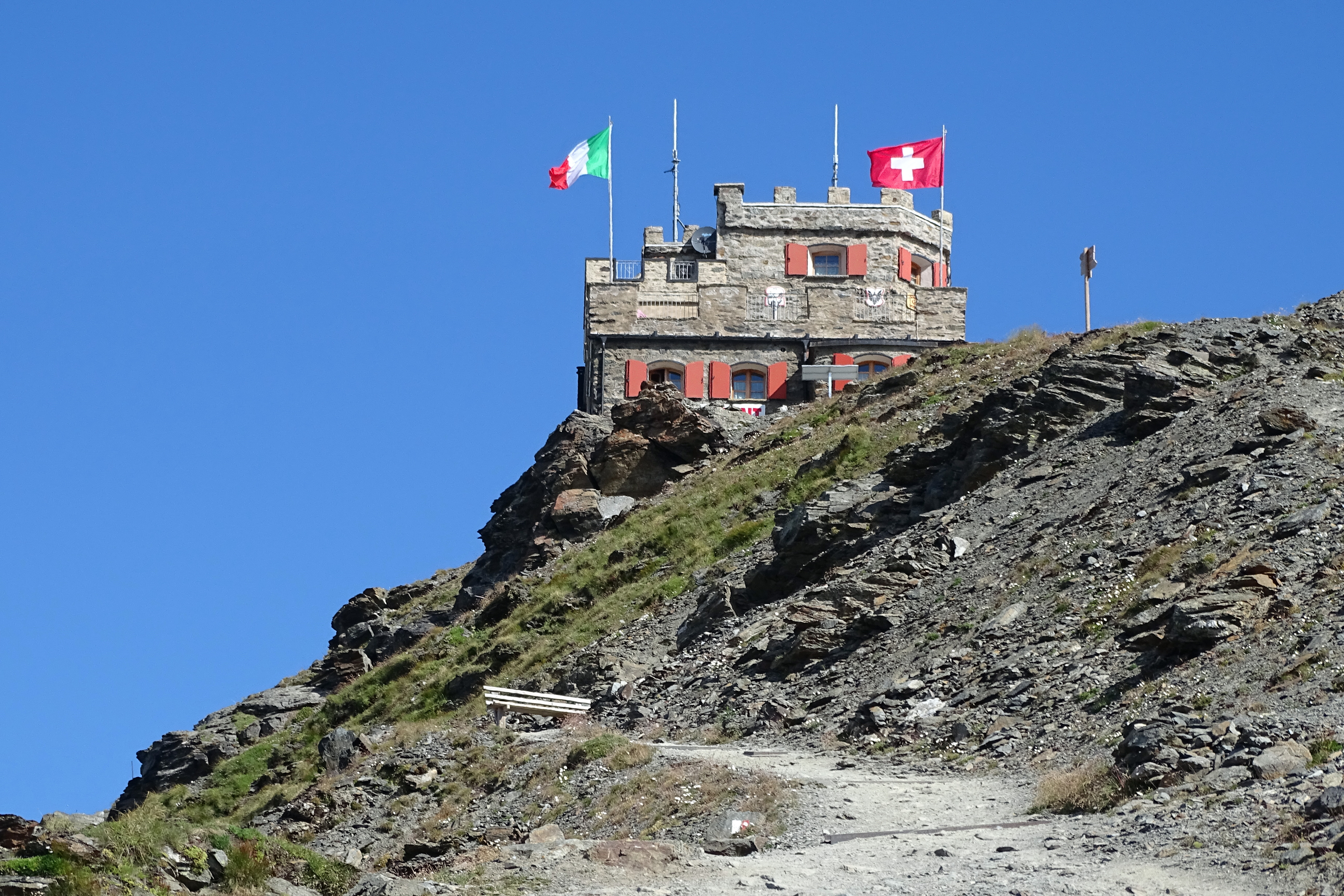
Rifugio Garibaldi på Piz da las Trais Linguas.
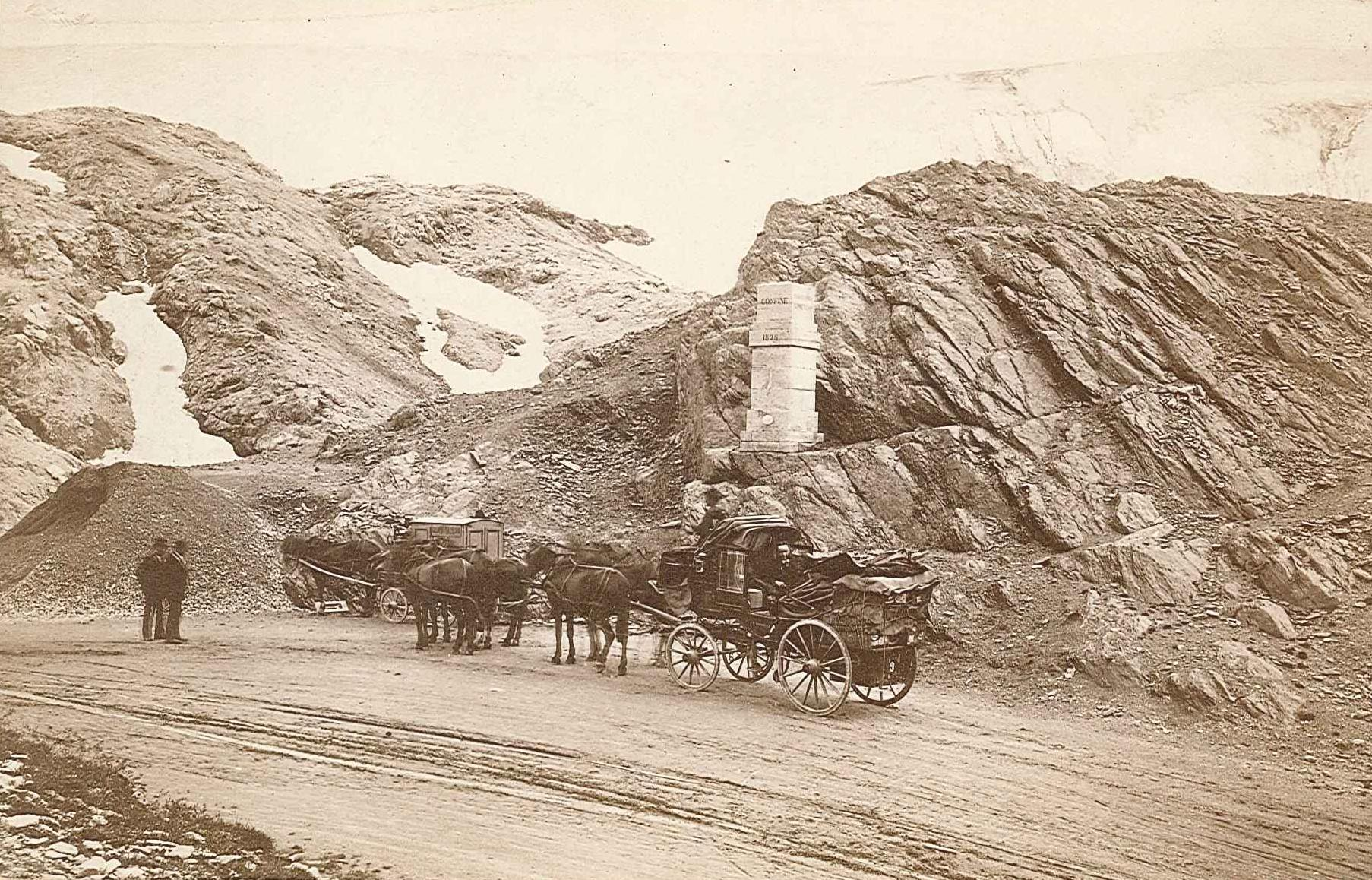
Foto från 1881 som visar två diligenser som har stannat vid monumentet på krönet (som sedan 1866 markerade gräns mellan Österrike och Italien) - troligen för utbyte av post.
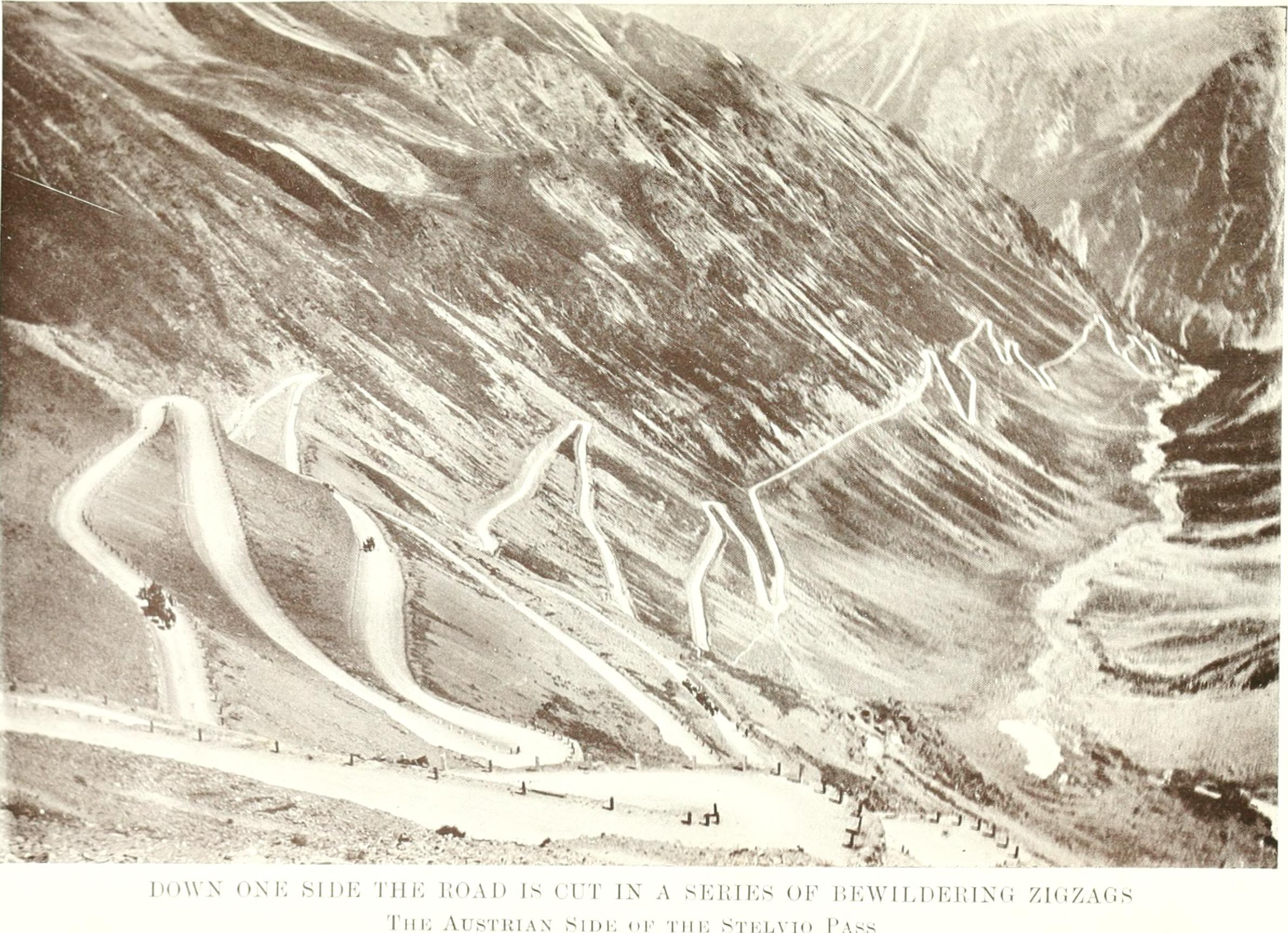
Vy över vägen på den (då) österrikiska sidan ur Roy Trevor, 1908, En route; a descriptive automobile tour through nine countries & over nineteen great passes of Europe.
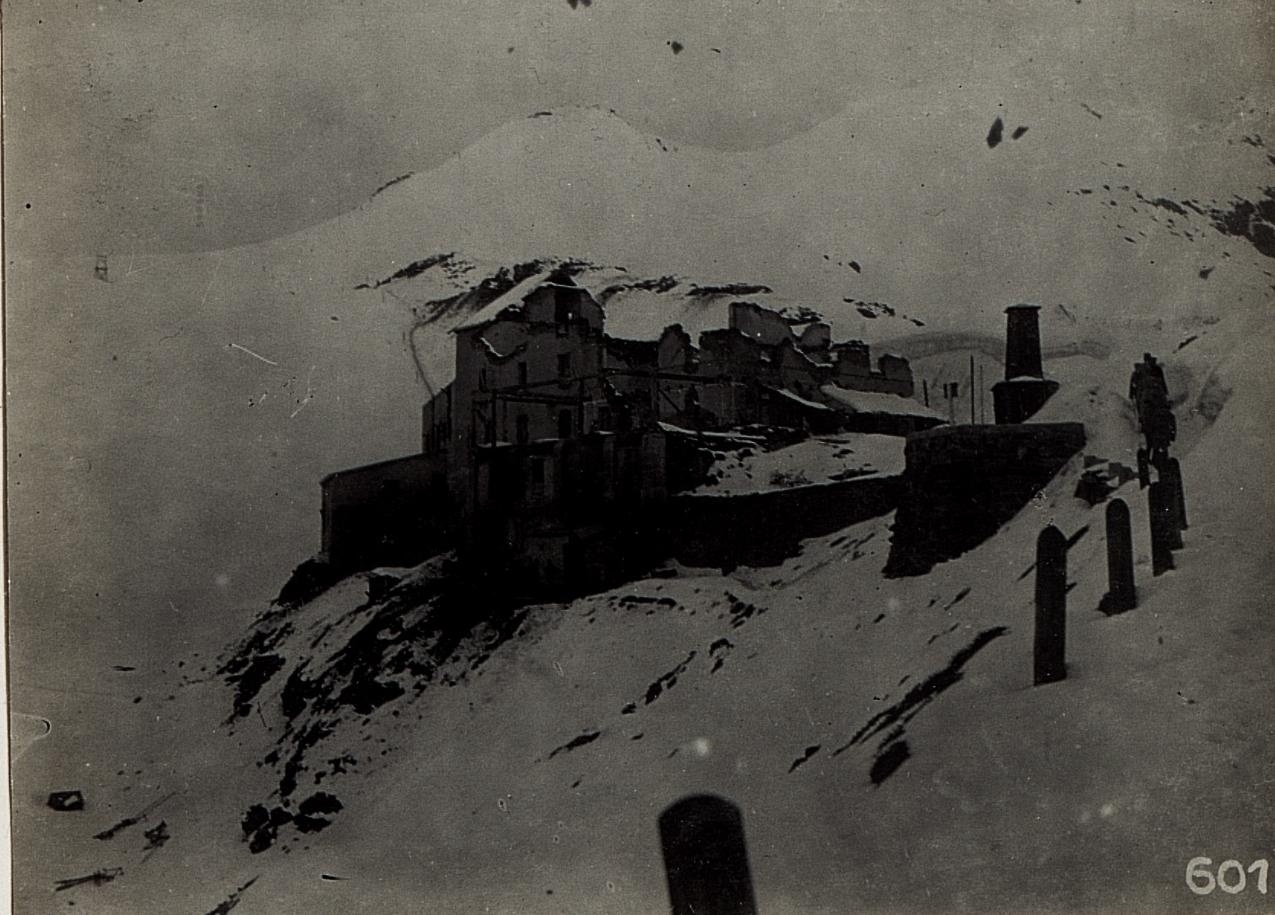
Under första världskriget gick fronten mellan de italienska och österrikisk-ungerska styrkorna genom Stelviopasset. Här ett foto som visar det sönderskjutna Hotel Ferdinandshöhe.
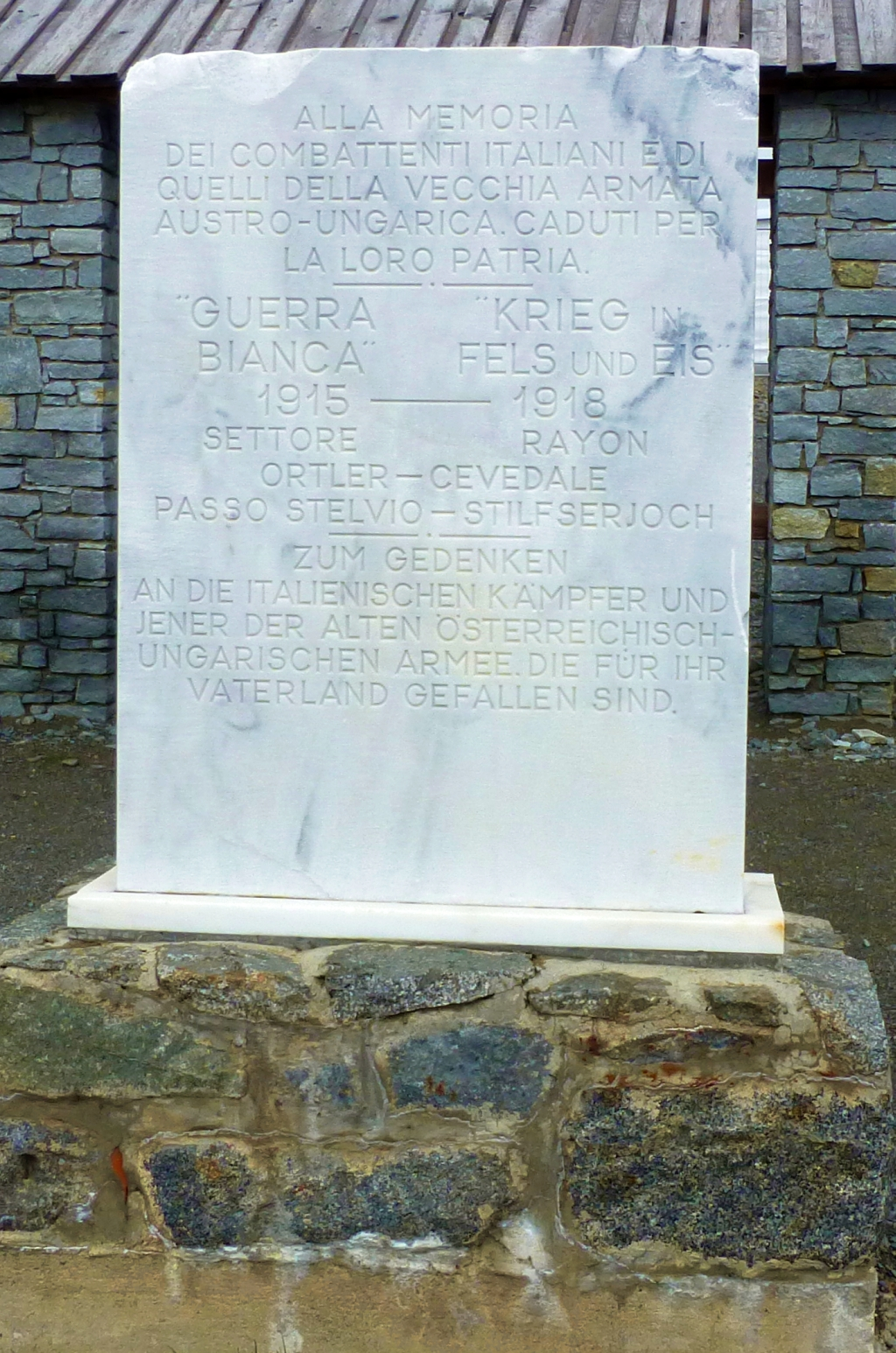
Minnesmärke över de fallna i Guerra Bianca ("Vita kriget") eller Krieg in Fels und Eis ("Kriget bland klippor och is") 1915-1918.
Stelviopasset 1927.
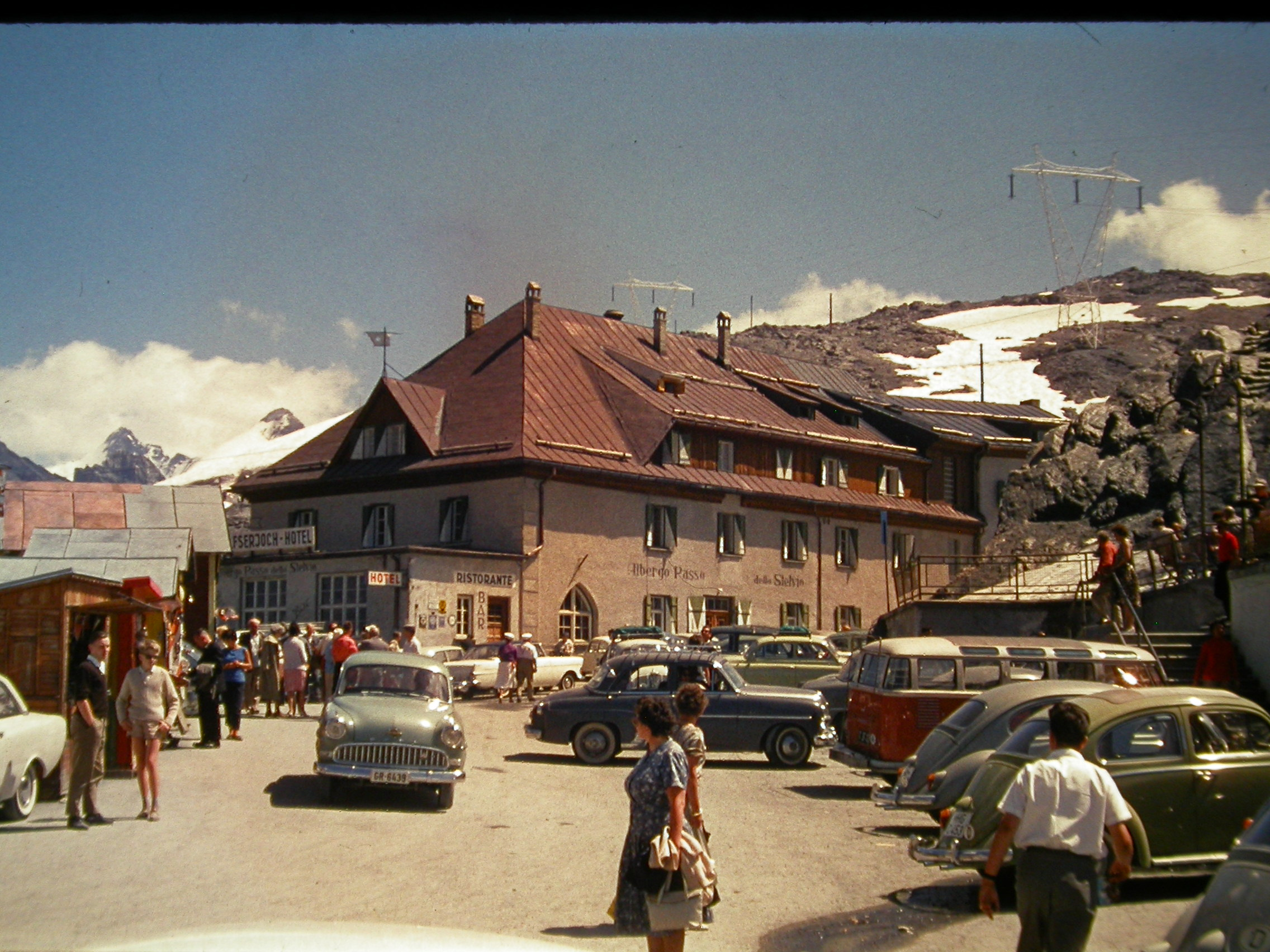
Stelviopasset i augusti 1962. Det finns fortfarande snö kvar.
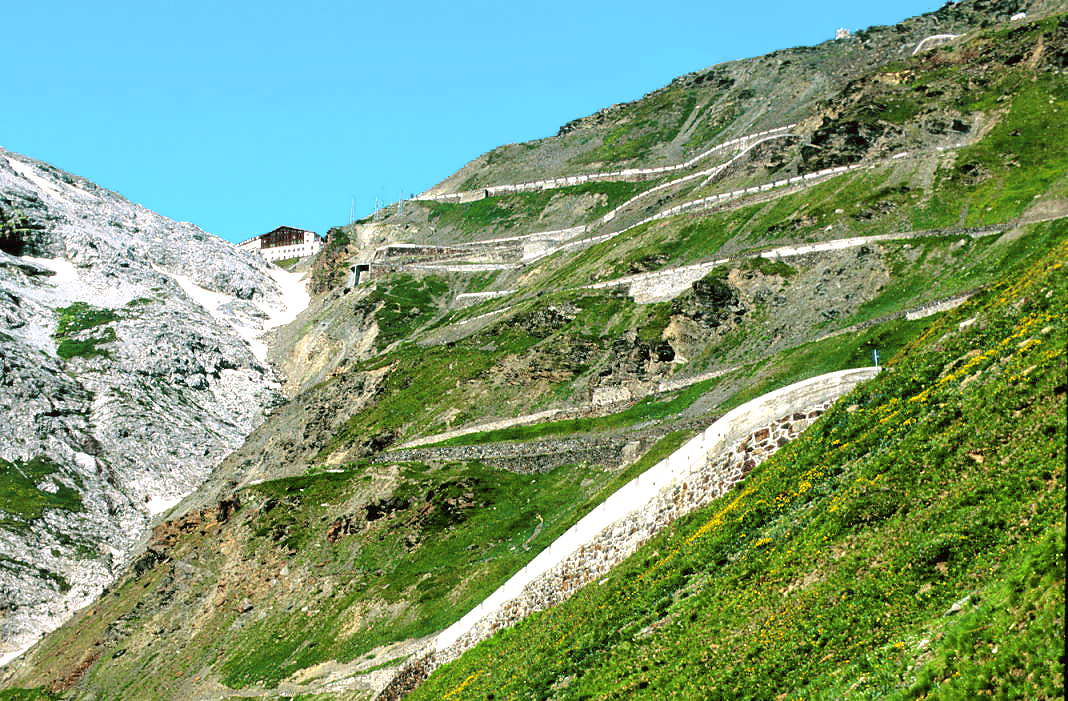
Vägen upp mot passet österifrån. Långt däruppe ser man Hotel Stilfersjoch.
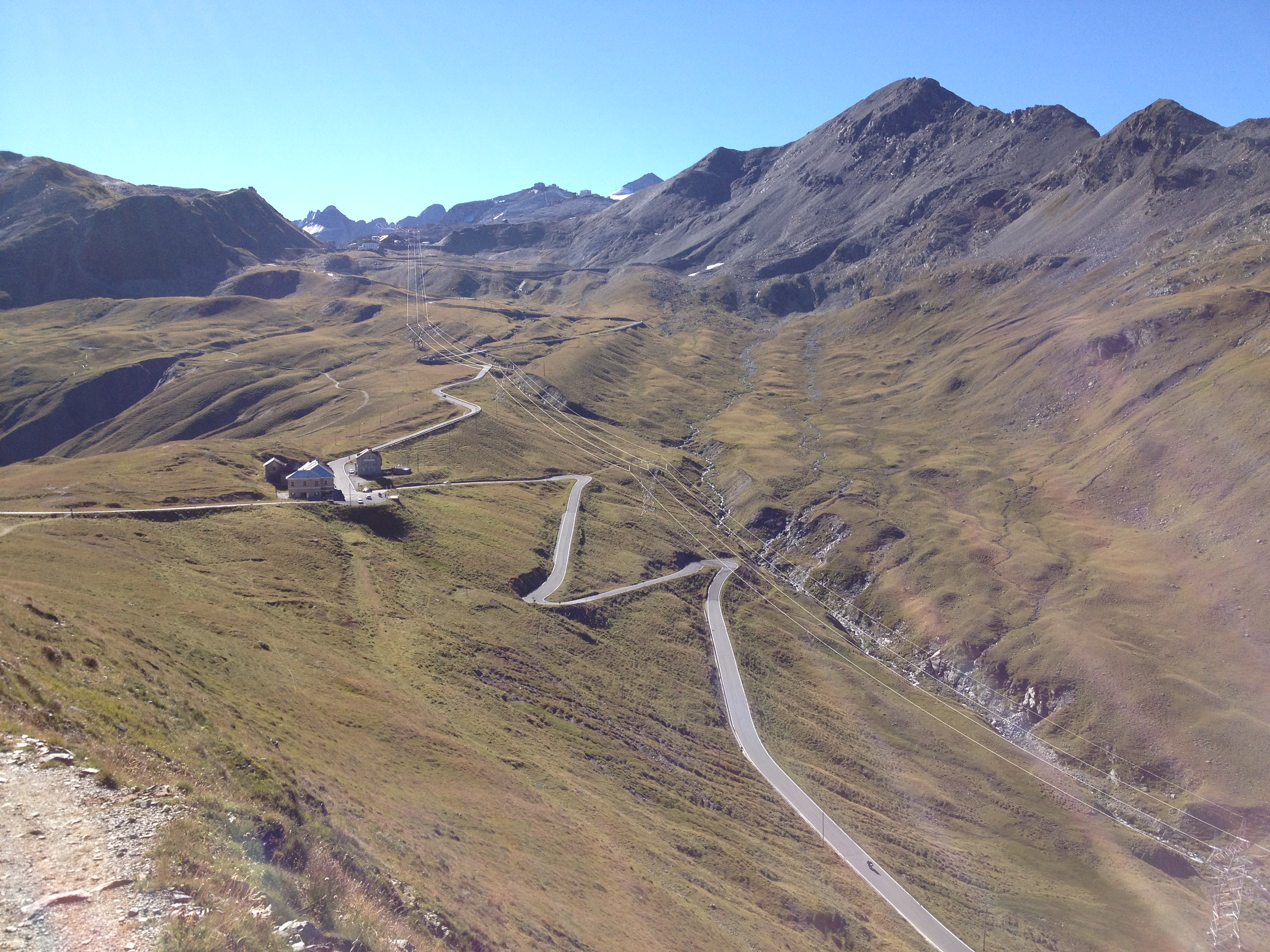
Vägen (och kraftledningen) upp till passet från väster. Norrut (åt vänster) från byggnaderna går vägen mot Umbrailpasset.
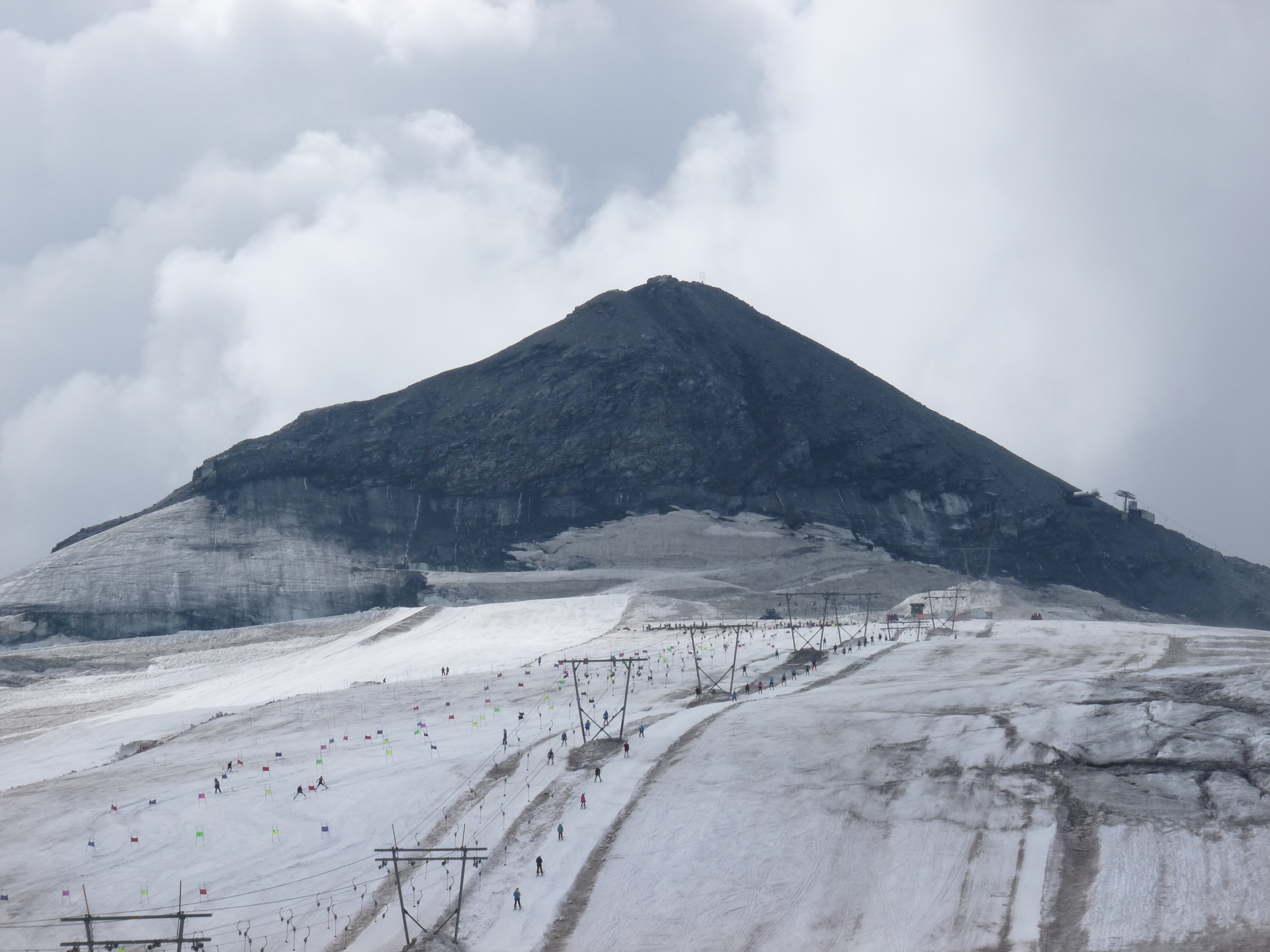
Skidlift (släplift) upp mot Geisterspitze söder om Stelviopasset. Skidanläggningarna öppnar i juni (bilden är tagen den 23 augusti).

## I Giro d'Italia

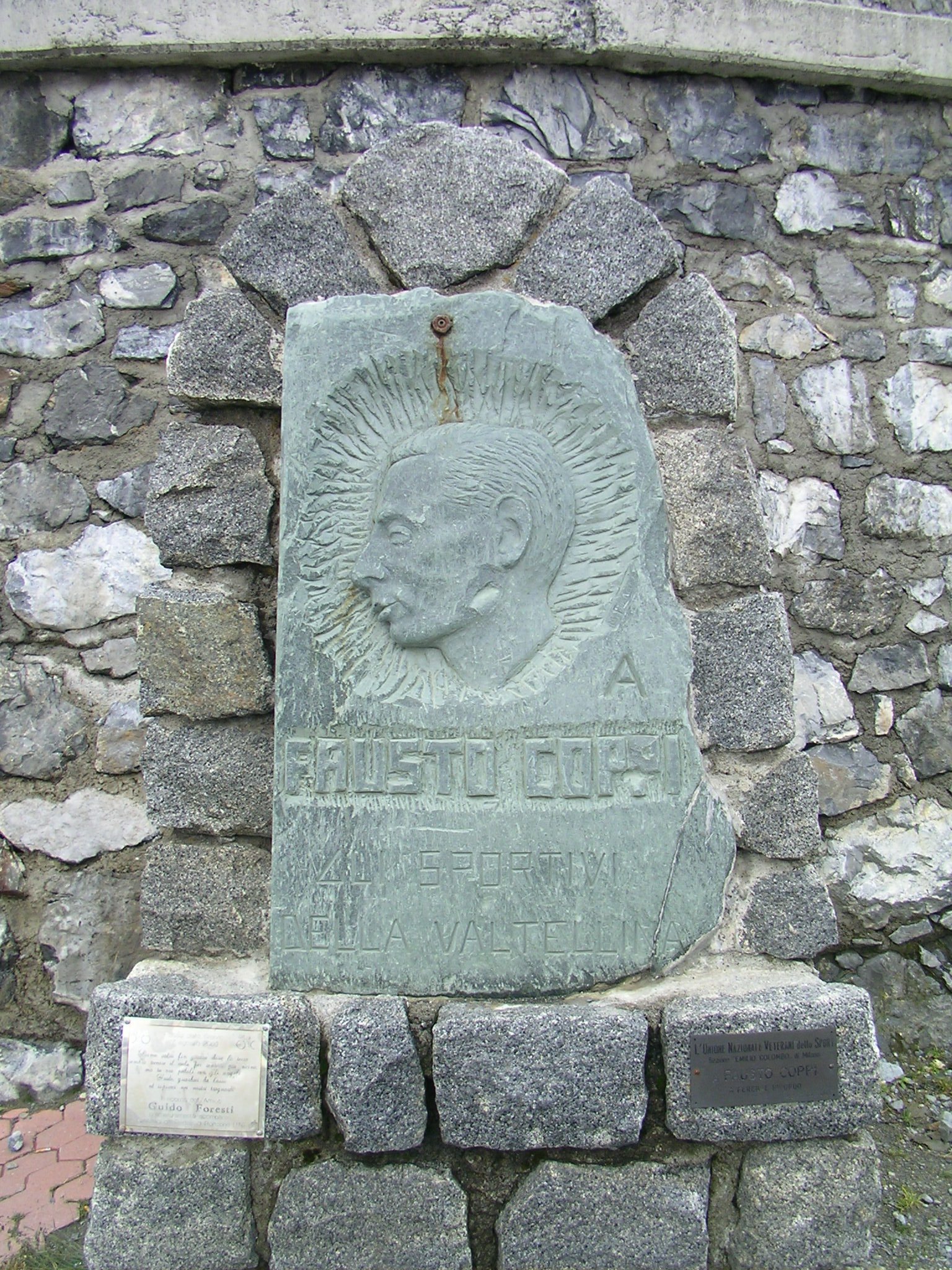
Minnesmärke över Fausto Coppi i passet.

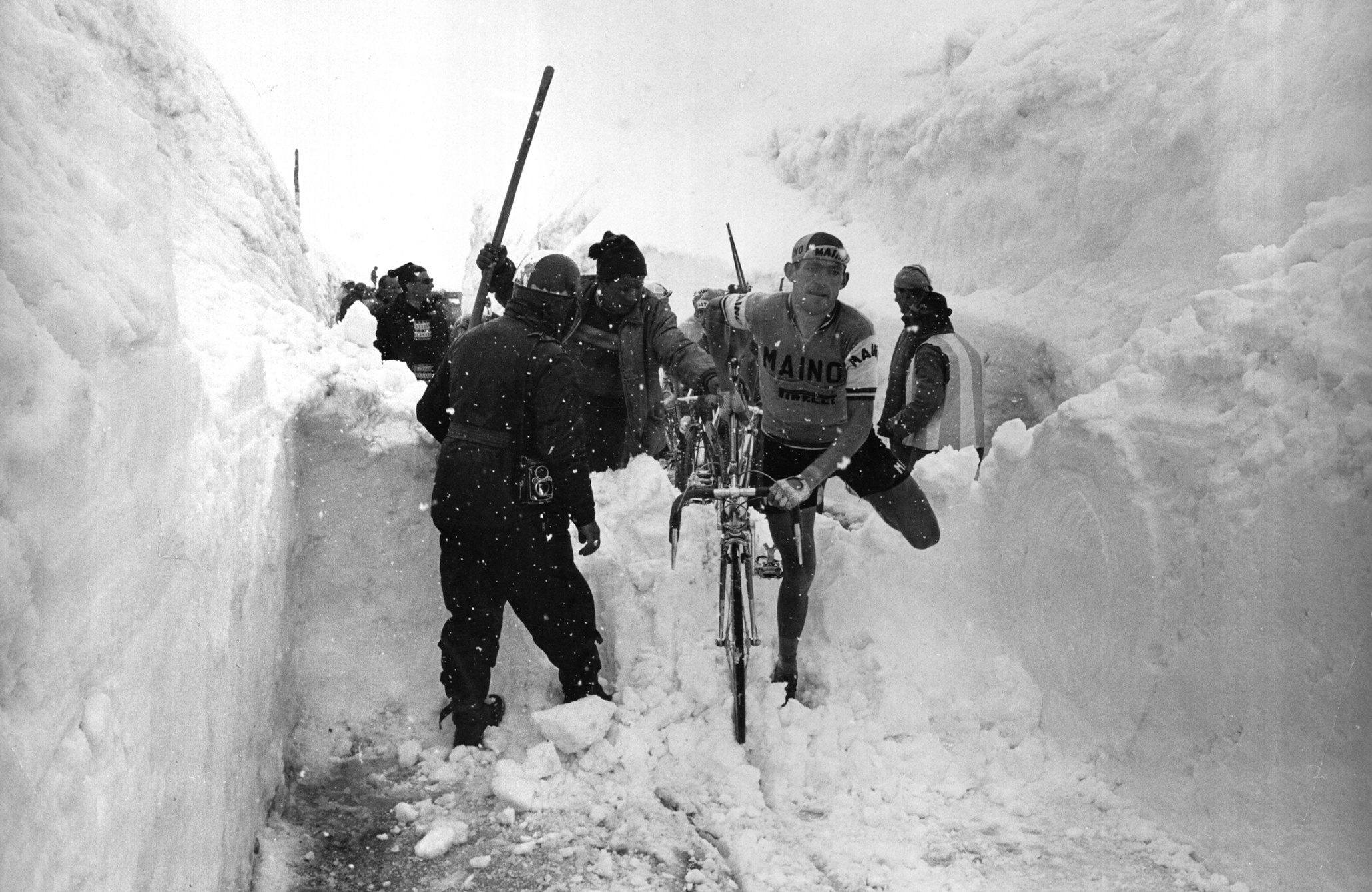
Aldo Moser (bror till Francesco Moser) bär sin cykel genom genom ett snöskred som blockerade vägen 300 meter före mållinjen på passets krön under Giro d'Italia 1965.

Stelviopasset har ingått i Giro d'Italia nedanstående år (Stelviopasset innebär att etappmålet låg på krönet).

### Herrar
1975 var det loppets sista etapp och således låg hela girots slutmål på krönet.
| År   | Datum   | Etapp | Start - mål                              | Längd (km) | Först över krönet                    | Klättring från |
| ---- | ------- | ----- | ---------------------------------------- | ---------- | ------------------------------------ | -------------- |
| 1953 | 1 juni  | 20    | Bolzano – Bormio                         | 125        | Fausto Coppi                         | öster          |
| 1956 | 7 juni  | 20    | Sondrio – Merano                         | 163        | Aurelio Del Rio                      | väster         |
| 1961 | 10 juni | 20    | Trento – Bormio                          | 275        | Charly Gaul                          | öster          |
| 1965 | 4 juni  | 20    | Madesimo – Stelviopasset                 | 160        | Graziano Battistini                  | väster         |
| 1967 | 10 juni | 21    | Trento – Tirano                          | 220        | Passet utgick på grund av snö        | öster          |
| 1972 | 8 juni  | 17    | Livigno – Stelviopasset                  | 88         | José Manuel Fuente                   | öster          |
| 1975 | 7 juni  | 21    | Alleghe – Stelviopasset                  | 186        | Francisco Galdós                     | öster          |
| 1980 | 5 juni  | 20    | Cles – Sondrio                           | 221        | Jean-René Bernaudeau                 | öster          |
| 1984 | 5 juni  | 18    | Lecco – Merano                           | 252        | Passet utgick på grund av snö        | väster         |
| 1988 | 6 juni  | 15    | Bormio Spondigna – Merano 2000           | 132 83     | Passet utgick på grund av snö        | väster         |
| 1991 | 11 juni | 16    | Tirano – Selva di Val Gardena            | 220        | Passet utgick på grund av snö        | väster         |
| 1994 | 5 juni  | 15    | Merano – Aprica                          | 188        | Franco Vona                          | öster          |
| 2005 | 22 maj  | 14    | Egna – Livigno                           | 210        | José Rujano                          | öster          |
| 2012 | 26 maj  | 20    | Caldes – Stelviopasset                   | 219        | Thomas De Gendt                      | väster         |
| 2013 | 24 maj  | 19    | Ponte di Legno – Val Martello            | 139 0      | Etappen utgick på grund av snöoväder | väster         |
| 2014 | 27 maj  | 16    | Ponte di Legno – Val Martello            | 139        | Dario Cataldo                        | väster         |
| 2017 | 23 maj  | 16    | Rovetta – Bormio                         | 222        | Mikel Landa                          | väster         |
| 2020 | 22 okt. | 18    | Pinzolo – Laghi di Cancano               | 209        | Rohan Dennis                         | öster          |
| 2024 | 21 maj  | 16    | Livigno Laas – Santa Cristina Valgardena | 206 118    | Passet utgick på grund av snö        | väster         |

### Damer
| År   | Datum   | Etapp | Start - mål             | Längd (km) | Först över krönet | Klättring från |
| ---- | ------- | ----- | ----------------------- | ---------- | ----------------- | -------------- |
| 2010 | 10 juli | 9     | Livigno – Stelviopasset | 68         | Mara Abbott       | väster         |